# Jour de la Famille
Le Jour de la Famille est un jour férié en Angola, en Israël, en Namibie, en Afrique du Sud, en Uruguay, au Vanuatu et au Vietnam; dans les provinces canadiennes de l'Alberta, de la Colombie-Britannique, du Nouveau-Brunswick, de l'Ontario et de la Saskatchewan ; dans les États américains de l'Arizona et du Nevada; et comme deuxième jour de Songkran en Thaïlande. Il était autrefois observé dans le Territoire de la capitale australienne de 2007 à 2017.

## Australie

### Territoire de la capitale australienne
De 2007 à 2009, la Journée de la famille et de la communauté était célébrée le premier mardi de novembre, à l'occasion de la Melbourne Cup. Ce jour férié a été instauré en 2007. Andrew Barr, alors ministre des Relations industrielles du Territoire de la capitale australienne, a déclaré que ce nouveau jour férié visait à :
« …permettre aux travailleurs de faire une pause dans leur travail intense et de passer du temps de qualité avec leur famille et leurs amis. … Les Australiens sont ceux qui travaillent le plus longtemps de tous les pays occidentaux. Nous méritons une pause. »
Entre 2010 et 2016, la date a été déplacée au premier lundi des vacances scolaires de septembre/octobre. Lorsque le premier lundi des vacances scolaires coïncide avec la fête du Travail (premier lundi d'octobre) dans le Territoire de la capitale australienne (ACT), le jour férié est déplacé au deuxième lundi des vacances scolaires du Territoire de la capitale australienne (ACT),.
Depuis 2018, la Journée de la famille et de la communauté n'est plus un jour férié dans le Territoire de la capitale australienne. Elle à été remplacée par la Journée de la réconciliation, célébrée le premier lundi du 27 mai ou après

## Angola
Célébré le 25 décembre.

## Canada
Près des deux tiers des Canadiens résident dans une province ayant un jour férié le troisième lundi de février. Ce jour férié est appelé Jour de la Famille dans cinq provinces (Alberta, Colombie-Britannique, Nouveau-Brunswick, Ontario et Saskatchewan ), Jour Louis Riel au Manitoba, Jour des Insulaires à l'Île-du-Prince-Édouard et Jour du patrimoine en Nouvelle-Écosse. Il n'existe pas de Jour de la Famille au niveau fédéral.
Ce jour férié a été établi pour la première fois en Alberta en 1990, suivi par la Saskatchewan en 2007 et l'Ontario en 2008. Le 28 mai 2012, le gouvernement de la Colombie-Britannique a annoncé que le jour de la Famille serait établi le deuxième lundi de février de chaque année, à compter du 11 février 2013. En février 2018, le gouvernement de la Colombie-Britannique a annoncé que le jour de la Famille serait déplacé au troisième lundi de février à partir de 2019, alignant ainsi le jour férié sur les autres provinces canadiennes. En avril 2017, le gouvernement du Nouveau-Brunswick a annoncé que le jour férié familial commencerait en février 2018.
En tant que nouveau jour férié, aucune activité traditionnelle n'est associée à cette journée. En Colombie-Britannique, la décision d'ajouter ce jour férié était due au long intervalle entre le jour de l'An et le Vendredi saint. Autrement, les provinces canadiennes ont un jour férié au moins tous les deux mois.
La Journée de la famille n’est pas liée à la Semaine nationale de la famille, une campagne organisée chaque mois d’octobre par l’Association canadienne des programmes de ressources pour la famille.

## Israël
Dans les années 1990, le dernier jour de Shevat à été déclaré Jour de la Famille (hébreu : יום המשפחה) en Israël.

## Namibie
La Journée de la famille est célébrée le 26 décembre.

## Afrique du Sud
Après 1995, le Lundi de Pâques a été rebaptisé Journée de la famille,.

## États-Unis
La Journée de la Famille, Family Day, est un jour férié au Nevada, célébré le lendemain de Thanksgiving, c'est-à-dire le vendredi suivant le quatrième jeudi de novembre.
L'American Family Day est un jour férié en Arizona et est célébré le premier dimanche d'août depuis 1978.

## Uruguay
En Uruguay, le jour férié du 25 décembre est officiellement connu sous le nom de Día de la Familia plutôt que Noël, au nom de la laïcité.

## Vanuatu
La Journée de la famille au Vanuatu est célébrée chaque année le 26 décembre, traditionnellement le lendemain de Noël, comme un jour où l'école et le travail sont suspendus pour passer la journée à rendre grâce et à profiter du temps avec sa famille, souvent en participant à des événements civiques et religieux et à un repas de fête.

## Vietnam
Journée de la famille vietnamienne (vietnamien : Ngày gia đình Việt Nam.) a lieu le 28 juin de chaque année, ayant été créé en 2001. Des activités et événements familiaux sont organisés dans tout le pays, bien que ce ne soit pas un jour férié.
Lors de la Journée de la famille vietnamienne, l'échange de cadeaux est une tradition importante,,,. Les Vietnamiens les échangent non seulement au sein de leur famille, mais aussi avec leurs voisins et amis.